# Touch Me I'm Sick
Touch Me I'M Sick è il primo singolo pubblicato dal gruppo musicale statunitense Mudhoney. Il brano è considerato, per il caratteristico suono ruvido e per i testi estremamente diretti, un passo indispensabile per la nascita e lo sviluppo del fenomeno grunge.
È stato registrato durante il mese di aprile 1988 presso lo studio di registrazione Reciprocal Recording di Seattle con la produzione di Jack Endino. La pubblicazione è avvenuta il 1º agosto 1988 per l'etichetta Sub Pop in una prima tiratura di 800 copie.
Sul lato B del singolo vi è il brano Sweet Young Thing Ain't Sweet No More.

## Origine
Secondo Mark Arm, Touch Me I'm Sick nacque da una discussione con il proprietario della Sub Pop Records Bruce Pavitt, che disse: «Hey, voi cantate di cani. Cantate dell'essere malati. [...] Vi porterò in cima alle classifiche». Arm ha anche descritto l'espressione Touch Me I'm Sick ("Toccami, sono malato") come un tormentone attorno al quale la band costruì la canzone.
Il testo del brano, infarcito di humor nero, è una sarcastica esternazione su argomenti quali la malattia e il sesso violento. In un saggio intitolato Touch Me I'm Sick: Contagion as Critique in Punk and Performance Art, Catherine J. Creswell suggerisce che parte del testo sia un riferimento all'AIDS.
Musicalmente, alcuni critici musicali hanno notato l'influenza degli Stooges in Touch Me I'm Sick, fatto non raro nel primo materiale dei Mudhoney. Steve Turner disse: «A posteriori, è Happenings Ten Years Time Ago degli Yardbirds rifatta alla maniera di Sick of You degli Stooges. All'epoca stavo cercando un sound simile». La canzone presenta inoltre reminiscenze dell'hardcore punk dei Black Flag. Nel suo libro Loser: The Real Seattle Music Story, Clark Humphrey accusa il brano di essere una copia di The Witch dei The Sonics. I Mudhoney respinsero l'affermazione, e misero in dubbio la sua cultura musicale.

## Registrazione
I Mudhoney registrarono la canzone presso gli studi Reciprocal Recording di Seattle nell'aprile 1988, tre mesi dopo la formazione della band. Il produttore Jack Endino restò sorpreso da quanto fossero rumorose le sessioni e da quanto "sporche" la band voleva che suonassero le chitarre. Il chitarrista Steve Turner disse che la band selezionò due delle canzoni "più grunge" per il singolo. Inizialmente Sweet Young Thing Ain't Sweet No More fu scelta come lato A mentre Touch Me I'm Sick era destinata al lato B, ma nelle parole del batterista Dan Peters, "poi tutto fu capovolto".

## Pubblicazione

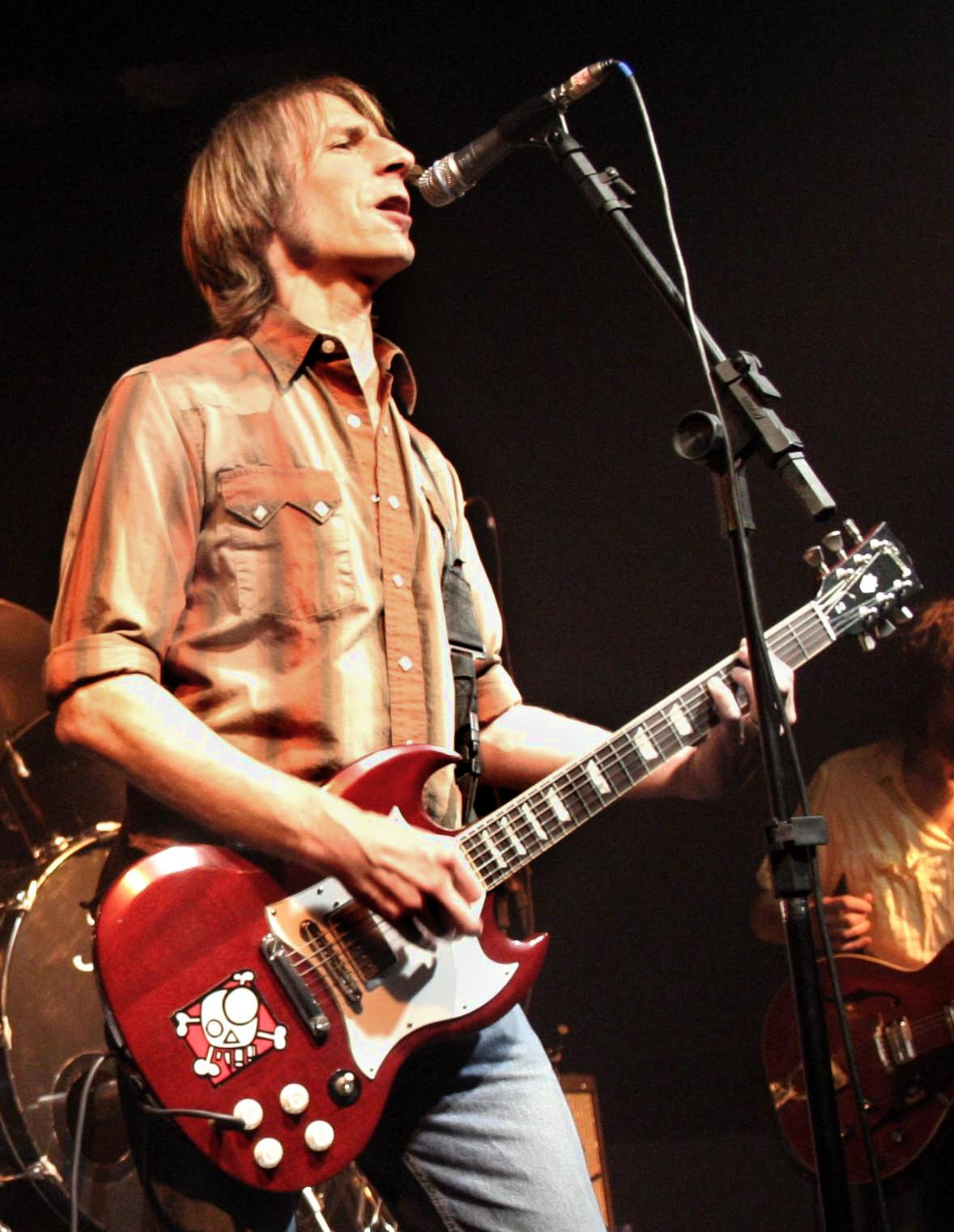
Il vocalist Mark Arm nel 2007. Arm aveva inizialmente liquidato la canzone definendola "uno scarto da lato B".

Touch Me I'm Sick fu pubblicata il 1º agosto 1988 in formato disco in vinile a 45 giri. Si trattò del singolo di debutto dei Mudhoney. Inizialmente la Sub Pop ne stampò solo 800 copie in vinile di colore marrone, 200 di colore nero e alcune altre in colori assortiti. Il disco, pubblicato dentro una busta bianca di cartone senza copertina, recava sul lato A la scritta: "What does the word 'crack' mean to you?" ("Che cosa significa la parola 'crack' per te?"). L'adesivo apposto sul lato B aveva la foto del gabinetto che sarebbe poi diventata la copertina ufficiale della seconda edizione del singolo.

## Accoglienza
Grazie al successo del singolo Touch Me I'm Sick nell'area di Seattle, la Sub Pop posizionò i Mudhoney come gruppo di punta dell'etichetta e promosse massicciamente la band. Alcuni dei loro primi brani furono trasmessi in alta rotazione dalle radio dei college ed influenzarono molti musicisti locali, incluso Kurt Cobain dei Nirvana. In pochi anni, molti gruppi grunge di Seattle firmarono con delle major e si approcciarono al mainstream, accrescendo la propria popolarità. Anche se i Mudhoney non ottennero mai il livello di successo di altre band dell'epoca, secondo Mark Deming di Allmusic, il successo di Touch Me I'm Sick gettò le basi per il movimento che avrebbe reso (per breve tempo) Seattle la "nuova capitale mondiale del rock".